# Festival Internacional de Cine de Venecia de 1959
La 20ª Mostra de Venecia se celebró del 23 de agosto al 6 de septiembre de 1959.

## Jurado
Internacional
- Luigi Chiarini  (Presidente)[2]
- Georges Altman
- Sergei Bondarchuk
- Ralph Forte
- Luis Gómez Mesa
- Ernst Kruger
- Roger Maxwell
- Vinicio Marinucci
- Dario Zanelli

Mostra del Film per Ragazzi
- Luigi Volpicelli (Presidente)
- Joseph Picek
- Carlos Maria Staehlin
- Maruja Echegoyen
- Olga Khodataieva

Mostra del Film Documentario
- Thorold Dickinson (Presidente)
- René Gujonnet
- Filippo De Sanctis
- Joris Ivens
- Lionel Rogosin

Mostra Internazionale del Cinegiornale
- Isao Yamazaki (Presidente)
- Lando Ambrosini
- Jerszy Bereda
- Francis Bolen
- Robert Hawkins
- J. Hulsker
- Jean Jay

Giornata del Film Europeo
- Denis de Rougemont (Presidente)
- Enrico Giannelli
- Paul M.V. Levy
- Donald Mallett
- Jacques René Rabier
- Reynald de Simony

## Películas

### Sección oficial
Las películas siguientes se presentaron en la sección oficial:
| Título en español                   | Título original                   | Director(es)        | País        |
| ----------------------------------- | --------------------------------- | ------------------- | ----------- |
| The Boy and the Bridge              | The Boy and the Bridge            | Kevin McClory       | Reino Unido |
| Sonatas                             | Sonatas                           | Juan Antonio Bardem | España      |
| La gran guerra                      | La grande guerra                  | Mario Monicelli     | Italia      |
| Esterina                            | Esterina                          | Carlo Lizzani       | Italia      |
| La nuit des espions                 | La nuit des espions               | Robert Hossein      | Francia     |
| Life in Your Hands                  | V tvoikh rukakh zhizn             | Nikolai Rozantsev   | URSS        |
| El general de la Rovere             | Il generale Della Rovere          | Roberto Rossellini  | Italia      |
| Álmatlan évek                       | Álmatlan évek                     | Félix Máriássy      | Hungría     |
| Enjō                                | Enjō                              | Kon Ichikawa        | Japón       |
| El rostro                           | Ansiktet                          | Ingmar Bergman      | Suecia      |
| Anatomía de una asesinato           | Anatomy of a Murder               | Otto Preminger      | EE. UU.     |
| Una doble vida                      | À double tour                     | Claude Chabrol      | Francia     |
| Tren de noche                       | Pociąg                            | Jerzy Kawalerowicz  | Polonia     |
| Stalingrado: Batalla en el infierno | Hunde, wollt ihr ewig leben       | Frank Wisbar        | RFA         |
| El testamento del Doctor Cordelier  | Le Testament du docteur Cordelier | Jean Renoir         | Francia     |

Informativa
| Título en español               | Título original           | Director(es)                             | País           |
| ------------------------------- | ------------------------- | ---------------------------------------- | -------------- |
| Akiket a pacsirta elkísér       | Akiket a pacsirta elkísér | László Ranódy                            | Hungría        |
| I Am Free                       | Ana hurra                 | Salah Abouseif                           | Egipto         |
| Araya                           | Araya                     | Margot Benacerraf                        | Venezuela      |
| Bari Theke Paliye               | Bari Theke Paliye         | Ritwik Ghatak                            | India          |
| Campo arado                     | Campo arado               | Leo Fleider                              | Argentina      |
| Cetiri kilometra na sat         | Cetiri kilometra na sat   | Velimir Stojanovic                       | Yugoslavia     |
| Come Back, Africa               | Come Back, Africa         | Lionel Rogosin                           | EE. UU.        |
| En la ardiente oscuridad        | En la ardiente oscuridad  | Daniel Tinayre                           | Argentina      |
| Fanfare                         | Fanfare                   | Bert Haanstra                            | Países Bajos   |
| Hadaka no taishô                | Hadaka no taishô          | Hiromichi Horikawa                       | Japón          |
| Hiroshima, mon amour            | Hiroshima, mon amour      | Alain Resnais                            | Francia        |
| Les années folles               | Les années folles         | Mirea Alexandresco, Henri Torrent        | Francia        |
| El tiempo se ha detenido        | Il tempo si è fermato     | Ermanno Olmi                             | Italia         |
| The Day Shall Dawn              | Jago Hua Savera           | A.J. Kardar                              | Pakistán       |
| Jazz on a Summer's Day          | Jazz on a Summer's Day    | Aram Avakian, Bert Stern                 | EE. UU.        |
| Kiku to Isamu                   | Kiku to Isamu             | Tadashi Imai                             | Japón          |
| La encrucijada                  | La encrucijada            | Alfonso Balcázar                         | España         |
| Los cuatrocientos golpes        | Les Quatre Cents Coups    | François Truffaut                        | Francia        |
| Los desarraigados               | Los desarraigados         | Gilberto Gazcón                          | México         |
| Male dramaty                    | Male dramaty              | Janusz Nasfeter                          | Polonia        |
| Red secreta                     | Menschen im Netz          | Franz Peter Wirth                        | RFA            |
| Nazarín                         | Nazarín                   | Luis Buñuel                              | México         |
| Con la muerte en los talones    | North by Northwest        | Alfred Hitchcock                         | EE. UU.        |
| Orfeo negro                     | Orfeu Negro               | Marcel Camus                             | Francia        |
| Osma vrata                      | Osma vrata                | Nikola Tanhofer                          | Yugoslavia     |
| Paradies und Feuerofen          | Paradies und Feuerofen    | Herbert Viktor                           | RFA            |
| Pervyy den mira                 | Pervyy den mira           | Yakov Segel                              | URSS           |
| Pet z milionu                   | Pet z milionu             | Zbynek Brynych                           | Checoslovaquia |
| Cenizas y diamantes             | Popiól I Diament          | Andrzej Wajda                            | Polonia        |
| Stories About Lenin             | Rasskazy o Lenine         | Sergei Yutkevich                         | URSS           |
| Sed de amor                     | Sed de amor               | Alfonso Corona Blake                     | México         |
| El sueño de una noche de verano | Sen noci svatojanske      | Jirí Trnka                               | Checoslovaquia |
| El capote                       | Shinel                    | Aleksey Batalov                          | URSS           |
| La estrella de David            | Sterne                    | Konrad Wolf                              | RFA            |
| El diario de Ana Frank          | The Diary of Anne Frank   | George Stevens                           | EE. UU.        |
| The Savage Eye                  | The Savage Eye            | Ben Maddow, Sidney Meyers, Joseph Strick | EE. UU.        |
| Tiga Dara                       | Tiga Dara                 | Usmar Ismail                             | Indonesia      |
| La bahía del tigre              | Tiger Bay                 | J. Lee Thompson                          | Reino Unido    |
| Tu es Pierre                    | Tu es Pierre              | Philippe Agostini                        | Italia         |
| Un héroe de nuestro tiempo      | Un eroe dei nostri tempi  | Mario Monicelli                          | Italia         |
| Vlak bez voznog reda            | Vlak bez voznog reda      | Veljko Bulajic                           | Yugoslavia     |

Fuera de concurso
| Título en español      | Título original  | Director(es) | País    |
| ---------------------- | ---------------- | ------------ | ------- |
| Con faldas y a lo loco | Some like it hot | Billy Wilder | EE. UU. |

## Retrospectivas
En esta edición, se centró en un espacio dedicado al director Augusto Genina y otro a los mejores largometrajes exhibidos en la Mostra entre 1932 y 1939.

## Premios[7]
- León de Oro: 

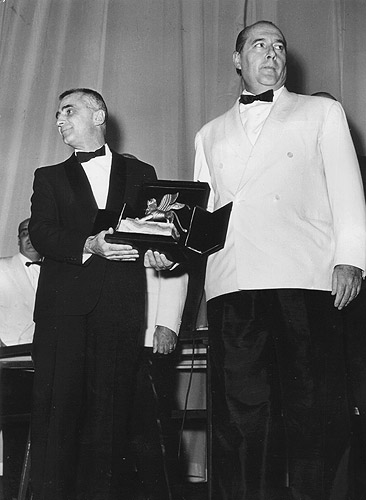
Roberto Rossellini y Mario Monicelli posando con el León de Oro en la edición de 1959

  - El general de la Rovere de Roberto Rossellini
  - La gran guerra de Mario Monicelli
- Premio especial del jurado: El rostro de Ingmar Bergman
- Copa Volpi al mejor actor: James Stewart por Anatomía de un asesinato
- Copa Volpi a la mejor actriz: Madeleine Robinson por Una doble vida

Mención especial:
- - El general de la Rovere de Roberto Rossellini
  - Esterina de Carla Gravina
  - La gran guerra de Mario Monicelli
  - Pociąg de Lucyna Winnicka
- Premio New Cinema: 
  - Mejor película: El rostro de Ingmar Bergman
  - Mejor actor: Raizô Ichikawa por Enjo
  - Mejor actriz: Madeleine Robinson por Una doble vida
- Premio OCIC: El general de la Rovere de Roberto Rossellini
- Premio Pasinetti: 
  - El rostro de Ingmar Bergman (sección oficial)
  - Come Back, Africa de Lionel Rogosin (secciones paralelas)
- Golden Plate: Pociąg de Jerzy Kawalerowicz